# Ilex annamensis
Ilex annamensis är en järneksväxtart som beskrevs av Tardieu. Ilex annamensis ingår i släktet järnekar, och familjen järneksväxter. Inga underarter finns listade i Catalogue of Life.